# Jugador más valioso de la Major League Soccer
El premio al Jugador más valioso de la Major League Soccer (Landon Donovan MVP Award) es un galardón otorgado anualmente al mejor futbolista de la Major League Soccer, la primera división del fútbol de los Estados Unidos y Canadá. Desde el comienzo del premio en 1996 hasta 2007 fue patrocinado por Honda. Desde ese entonces el premio es patrocinado por Volkswagen. El 15 de enero de 2015 la liga anunció que el nombre del premio sería cambiado oficialmente al Landon Donovan MVP Award, en honor al recientemente retirado futbolista estadounidense de Los Angeles Galaxy. Donovan ganó el premio solo en una ocasión, pero fijó varios récords de goles y asistencias tanto en la liga como en la selección nacional estadounidense.

## Lista de ganadores por temporada

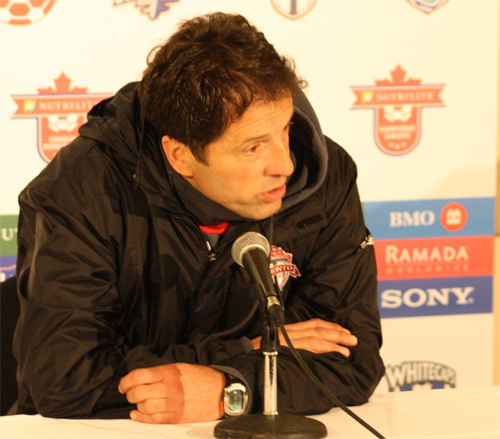
Preki ganó el premio una ocasión.

| Temporada | Jugador                    | Equipo                 |
| --------- | -------------------------- | ---------------------- |
| 1996      | Carlos Valderrama          | Tampa Bay Mutiny       |
| 1997      | Juan Felipe Gayón Torres   | Kansas City Wizards    |
| 1998      | Marco Etcheverry           | D.C. United            |
| 1999      | Jason Kreis                | Dallas Burn            |
| 2000      | Tony Meola                 | Kansas City Wizards    |
| 2001      | Alex Pineda Chacón         | Miami Fusion           |
| 2002      | Carlos Ruiz                | Los Angeles Galaxy     |
| 2003      | Preki                      | Kansas City Wizards    |
| 2004      | Amado Guevara              | MetroStars             |
| 2005      | Taylor Twellman            | New England Revolution |
| 2006      | Christian Gómez            | D.C. United            |
| 2007      | Luciano Emílio             | D.C. United            |
| 2008      | Guillermo Barros Schelotto | Columbus Crew          |
| 2009      | Landon Donovan             | Los Angeles Galaxy     |
| 2010      | David Ferreira             | FC Dallas              |
| 2011      | Dwayne De Rosario          | D.C. United            |
| 2012      | Chris Wondolowski          | San Jose Earthquakes   |
| 2013      | Mike Magee                 | Chicago Fire           |
| 2014      | Robbie Keane               | Los Angeles Galaxy     |
| 2015      | Sebastian Giovinco         | Toronto FC             |
| 2016      | David Villa                | New York City FC       |
| 2017      | Diego Valeri               | Portland Timbers       |
| 2018      | Josef Martínez             | Atlanta United FC      |
| 2019      | Carlos Vela                | Los Angeles FC         |
| 2020      | Alejandro Pozuelo          | Toronto FC             |
| 2021      | Carles Gil                 | New England Revolution |
| 2022      | Hany Mukhtar               | Nashville SC           |
| 2023      | Luciano Acosta             | FC Cincinnati          |
| 2024      | Lionel Messi               | Inter Miami            |